# Cristine Roux
Christine Roux, también citada como Marie-Christine Roux o Marie-Christine Leroux (Lyon, 1820 – 3 de diciembre de 1863), fue una cortesana, modelo artística y actriz francesa.

## Biografía
"Hermosa, muy hermosa" según Alexandre Schanne,  Christine Roux nació en Lyon hacia 1820 y se trasladó con su madre a París, convirtiéndose en cortesana.  Ella inspiraría el personaje de Musette en la novela Escenas de la vida bohemia de Henri Murger (que, a su vez, sería adaptada a la ópera en La Bohème de Giacomo Puccini).  También inspiró al escritor Jules Champfleury (su amante durante un breve tiempo) para el personaje de Mariette en Les Aventures de Mademoiselle Mariette (1853). 

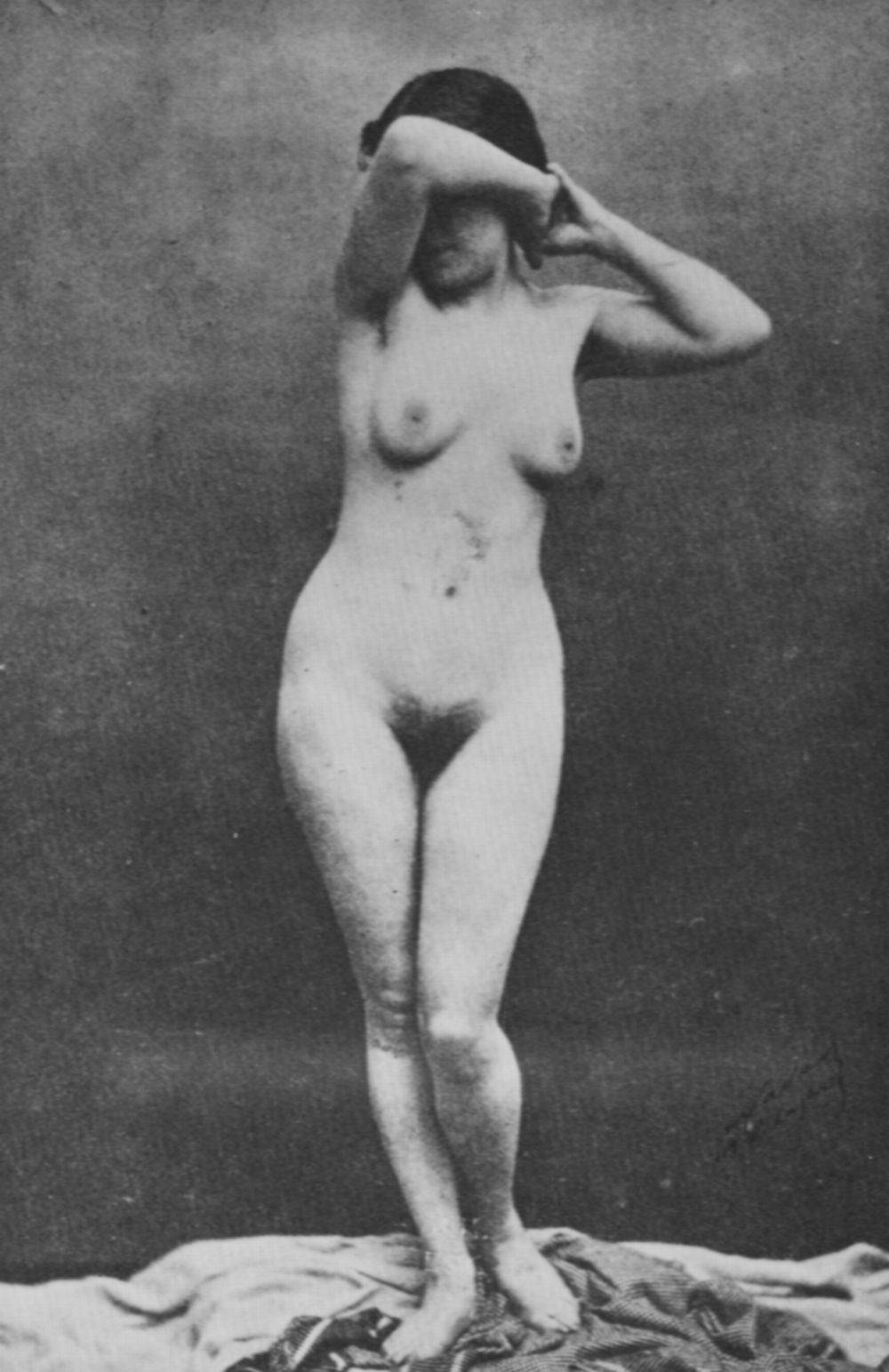
Christine Roux en la fotografía de Nadar Mariette (1855).

Actuó como modelo para el fotógrafo parisino Gaspard-Félix Tournachon, más conocido bajo el seudónimo de Nadar: la fotografía titulada Mariette de hacia 1855 muestra a Christine de pie, desnuda, cubriéndose la cara con el brazo alzado y es uno de los primeros desnudos de la historia de la fotografía. Existe también una fotografía de Nadar, titulada Musette, que puede representar a Marie-Christine sentada en una silla.  Según Helmut Gernsheim, la fotografía desnuda de Marie-Christine Roux realizada por Nadar fue retomada en el cuadro La fuente de Jean-Auguste-Dominique Ingres. Según Gernsheim, Ingres envió a Roux a Nadar para realizar estudios preparatorios para La fuente, el mismo año en que se completó el cuadro. 
Sin embargo, otras informaciones podrían desmentir esta versión: La fuente, en primer lugar, fue comenzada muchos años antes, hacia 1820;  la pose de la mujer en el cuadro retoma, de hecho, una pintura anterior de Ingres, la Venus Anadiómena, que se completó en 1848; finalmente, según Haldane Macfall, autora de Una historia de la pintura: el genio francés, la modelo de la obra ingresca habría sido la hija del conserje del artista.  Esta fotografía sí puede haber inspirado al artista Jean-Léon Gérôme, dado que la pose de la modelo es casi idéntica a la de Friné en su cuadro Friné ante el Areópago de 1861.   Además, es posible que Christine ya hubiera posado para este último artista, habiendo dado su rostro a la muchacha griega en el primer gran éxito de Gérôme, la Pelea de gallos de 1846.  
En 1863 Christine Roux murió en el naufragio del Atlas, un barco de vapor que se dirigía a Argel.

## Homenajes
Claude-François Denecourt decidió dar a un carpe situado en el bosque de Fontainebleau, cerca de Mare aux Fées, el sobrenombre de "Musette", como homenaje al personaje literario de Murger basado en esta cortesana. 

## Obras relacionadas

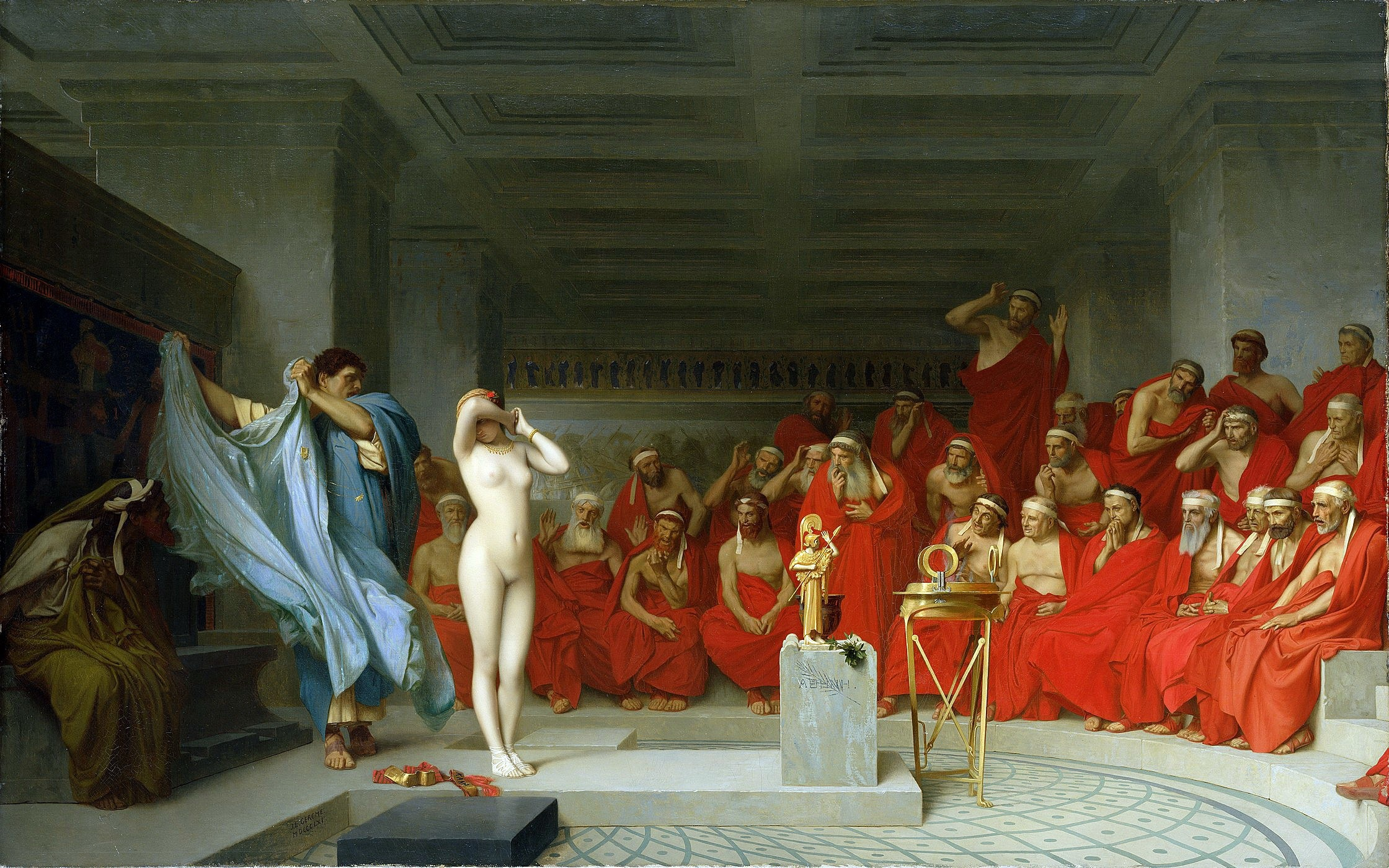
Friné ante el Areópago, Jean-Leon Gérôme.
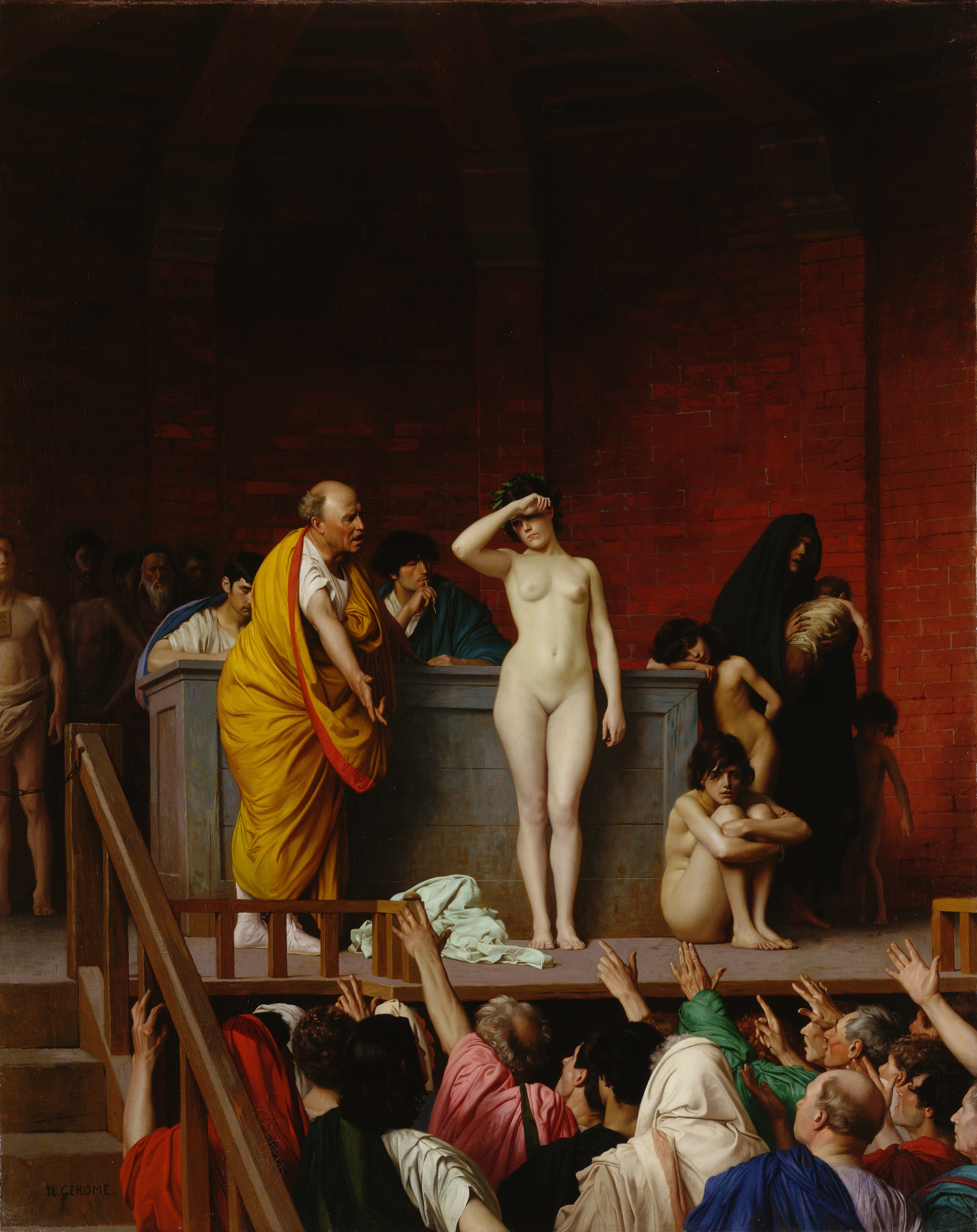
Venta de esclavos en Roma, Jean-Leon Gérôme.

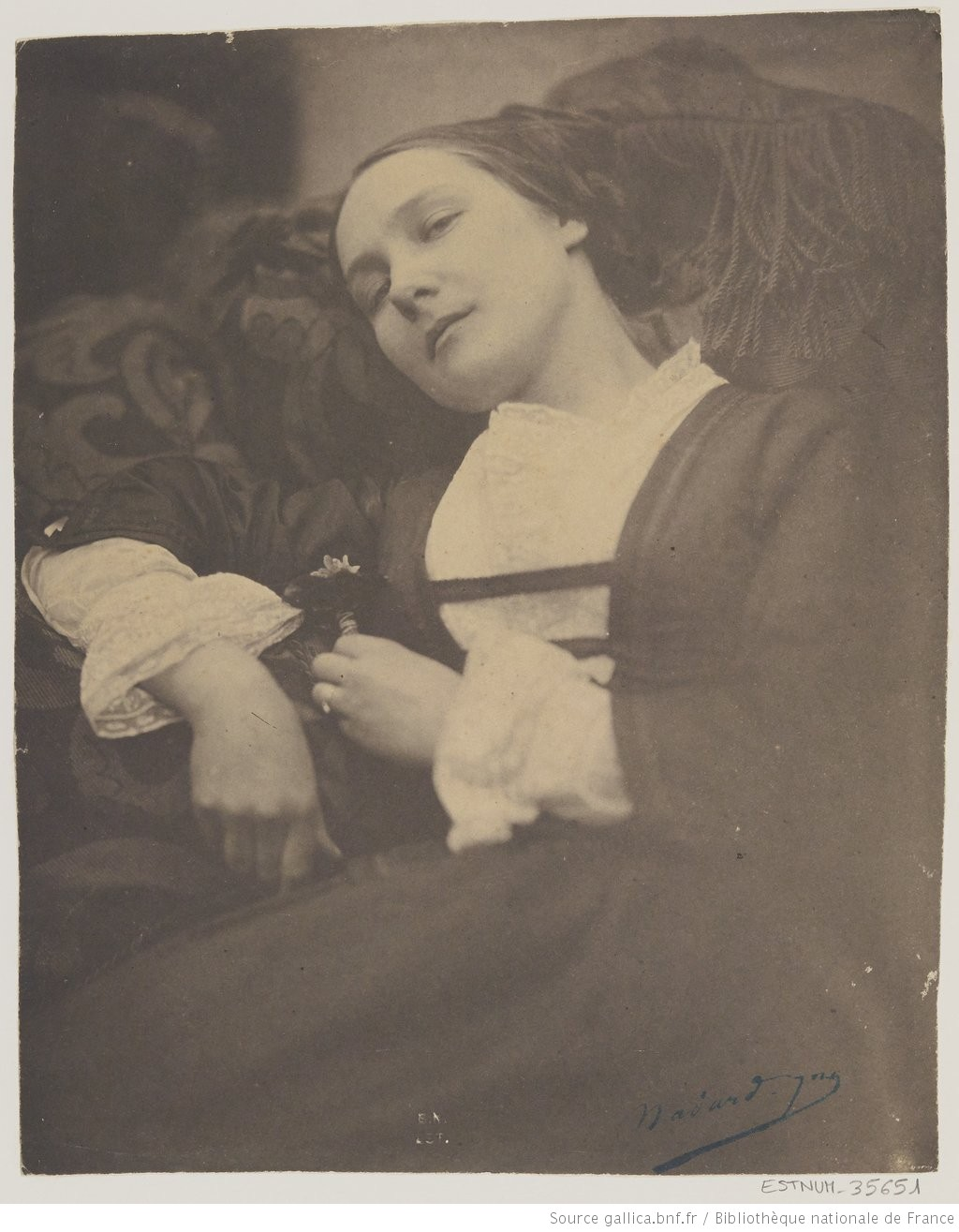
Titulado Musette, un probable retrato de Christine Roux por Nadar.